# László Horváth (calciatore 1944)
László Horváth (Celldömölk, 9 febbraio 1944) è un ex calciatore ungherese, di ruolo difensore.

## Carriera
Horváth entrò a far parte della rosa della prima squadra del Ferencváros a partire dal 1962, rimanendovi sino al 1968. Con il club capitolino vinse quattro titoli nazionali (1963, 1964, 1967 e 1968) e la Coppa delle Fiere 1964-1965, in cui gioca anche la finale vittoriosa contro gli italiani della Juventus. Con i suoi raggiunse anche la finale della Coppa delle Fiere 1967-1968, persa questa volta contro gli inglesi del Leeds Utd.
Con il FTC gioca inoltre cinque incontri nella Coppa dei Campioni 1965-1966, raggiungendo con il suo club i quarti di finali della competizione.
Nella stagione 1969 passa all'Haladás con cui ottiene l'undicesimo posto in campionato.
L'anno seguente viene ingaggiato dal Tatabánya con cui gioca sino al 1975 nella massima serie magiara. Con il club di Tatabánya, oltre a raggiungere la finale della Magyar Kupa 1971-1972, vinse due Coppa Mitropa nel 1973 e 1974.
Terminata l'esperienza al Tatabánya, passa al Budafok, società in cui termina la carriera agonistica nel 1978.

## Palmarès

### Competizioni nazionali
- Campionato ungherese: 4

Ferencváros: 1962-1963, 1964, 1967, 1968

### Competizioni internazionali
- Coppa delle Fiere: 1

Ferencváros: 1965
- Coppa Mitropa: 2

Tatabánya: 1973, 1974